# Mysidobdella californiensis
Mysidobdella californiensis is een ringworm uit de familie van de Piscicolidae. De wetenschappelijke naam van de soort is voor het eerst geldig gepubliceerd in 2012 door Burreson, Kim & Kalman Passarelli.